# Vineyard (Utah)
Pour les articles homonymes, voir Vineyard.
Vineyard est une municipalité américaine située dans le comté d'Utah au sein de l'État du même nom.

## Géographie
Vineyard est située entre Orem et le lac Utah. La municipalité s'étend sur 6,35 milles carrés (16,45 km2), dont 2,00 milles carrés (5,18 km2) d'étendues d'eau.

## Histoire
La localité est fondée en 1860 par l'agriculteur Shadrach Holdaway. Elle devient une municipalité en 1989. Son nom provient de ses vignes, plantées par John Gillies.

## Démographie
Lors du recensement de 2010, Vineyard compte 139 habitants. La municipalité, jusqu'alors un village agricole, connait une croissance rapide depuis le milieu des années 2010. Vineyard passe d'environ 400 habitants en 2013 à 600 en 2014, 3 195 en 2015, 3 953 en 2016 puis 12 500 en décembre 2017. Cette forte croissance, la plus forte de l'État, s'explique par la rareté des terrains disponibles ailleurs dans le centre du comté d'Utah.
Le Bureau du recensement des États-Unis estime la population de Vineyard à 6 210 habitants au 1er juillet 2017.
| Groupe                           | Vineyard (2016) | Utah (2017) | États-Unis (2017) |
| -------------------------------- | --------------- | ----------- | ----------------- |
| Blancs                           | 89,8            | 90,9        | 76,6              |
| Métis                            | 4,2             | 2,5         | 2,7               |
| Afro-Américains                  | 3,2             | 1,4         | 13,4              |
| Asiatiques                       | 2,1             | 2,6         | 5,8               |
|                                  |                 |             |                   |
| Hispaniques et Latino-Américains | 5,3             | 7,0         | 18,1              |

Le revenu par habitant était en moyenne de 29 612 dollars par an entre 2012 et 2016, au-dessus de la moyenne de l'Utah (25 600 dollars) mais inférieur à la moyenne nationale (29 829 dollars), malgré un revenu médian par foyer largement supérieur (91 473 dollars contre 55 322 dollars). Sur cette même période, 7,4 % des habitants de Vineyard vivaient sous le seuil de pauvreté contre 10,2 % dans l'État et 12,7 % à l'échelle des États-Unis.